# Herman Fleming (omkring 1520–1583)
Herman Pedersson Fleming, född omkring 1520, död 25 mars 1583 i Helsingfors, var en svensk lagman, riddare, fältöverste, guvernör, amiral och ståthållare. Han var far till Klas Hermansson Fleming.

## Biografi
Herman Pedersson Fleming var son till häradshövdingen i Masko härad Per Fleming som skrev sig till Villnäs. 1544 var han hovjunkare hos Gustav Vasa och blev därefter fogde i Norrfinland 1545–1549. Herman Fleming var även häradshövding i Vemo härad 1547–1568 och 1572–1583. Han var befallningsman på Tavastehus från 1553 och kallades 1557 till tjänst hos hertig Johan och satt 1559–1562 i dennes råd. 1559 var han hövitsman för skeppsfolks som skulle utrustas. Han var till en början lojal med hertigen och försökte avstyra det av Klas Kristersson (Horn) utförda av kung Erik befallda anfallet mot polska befästningar som hertig Johan fått i pant av polske kungen mot ett lån i samband med giftermålet med hans syster. 
Då Johan på Åbo slott lät arrestera kung Eriks män våren 1563 avkrävde han Henrik Klasson (Horn) och Herman Fleming nya trohetseder där de förpliktigade sig att hjälpa hertigen även mot kungen valde de båda att fly till kungen. Av honom sändes de båda som befälhavare över de trupper som sändes att fängsla hertig Johan och deltog därefter i belägringen av Åbo slott. Redan i juni 1563 utsågs han till ståthållare på Wittensten och fungerade under slutet av 1564 som ståthållare över Estland, varpå han återgick till en post som ståthållare på Wittensten. Han återfick efter kung Eriks störtande Johan III:s gunst och kvarstod på posten, till han 1571 utsågs till en av ståthållarna på Viborgs slott och befälhavare över krigsfolket i Finland till dess att den nye befälhavaren Gustav Banér kunde ankomma. Sedan denne ankommit blev han medlem av Banérs krigsråd och överste för fotfolket. 6 augusti 1572 blev Herman Fleming överste för krigsfolket i Finland. Han utsågs 19 maj 1573 till amiral över flottan som sändes mot Narva och blev i oktober samma år fältmarsk hos Clas Åkesson (Tott). 1574 var Herman Fleming sändebud till gränsen i samband med förhandlingar med Ryssland, och blev senare samma år åter amiral över flottan, en post han ännu innehade 1575, då han även blev överste och befallningsman på Viborgs slott och Olofsborg. 1577 deltog han i stilleståndsförhandlingarna med Ryssland. 1576 var Herman Fleming lagman i Söderfinne lagsaga och 1578 även ståthållare över hela Finland. Han var 1580 medlem av Pontus De la Gardies krigsråd och var dennes underbefälhavare 1581 och 1582. 1582 blev han ståthållare på Hermannsborg. Herman Fleming slogs till riddare 1582.

### Familj
Fleming gifte sig 29 december 1544 på Stockholms slott med Gertrud Håkansdotter (död 1585), dotter till ståthållaren Håkan Pedersson (Hand) och Christina Håkansdotter Tun. De fick tillsammans barnen Erik Fleming, Elin Fleming (1553–1602) som var gift med ståthållaren Arvid Stålarm på Narva slott, ståthållaren Klas Fleming (död 1616) på Narva slott, ståthållare Lars Fleming (död 1602) på Åbo slott och slottsloven Magnus Fleming (död 1579–1580) på Revals slott.